# الهوية القومية والإقليمية في إسبانيا

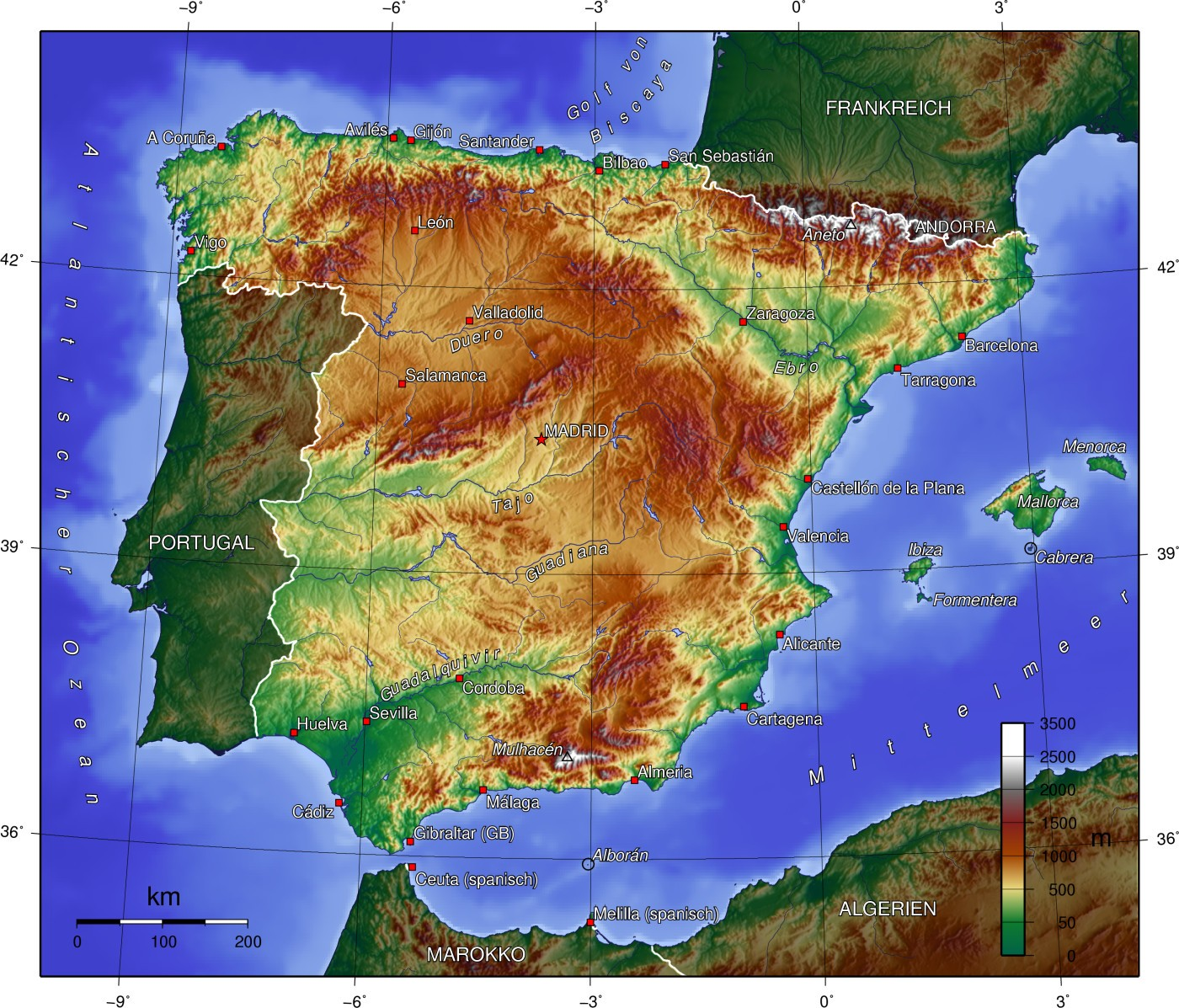
طوبوغرافيا إسبانيا

يُقال إن كلًّا من القومية في إسبانيا، والاختلافات بين أجزاء عديدة من أراضيها مستمدة من عوامل تاريخية وجغرافية ولغوية واقتصادية وسياسية وعرقية واجتماعية.
تشكلت إسبانيا الحالية في أعقاب توسّع الممالك المسيحية في شمال إسبانيا، وهي عملية تُعرف باسم حروب الاسترداد. أعقبت حروب الاسترداد -التي انتهت بسقوط غرناطة في عام 1492- عمليةٌ متنازع عليها من التوحيد الديني واللغوي والمركزية السياسية، التي بدأت في عهد الملوك الكاثوليك واستمرت بشكل متقطع في القرن العشرين. ظهرت القومية الهامشية بصيغتها الحديثة بشكل رئيسي في كوبا وكتالونيا وإقليم الباسك خلال القرن التاسع عشر. يجسّد تقسيم إسبانيا الحديث إلى مجتمعات ذاتية الحكم محاولة للتعرف على القوميات والهويات الإقليمية داخل إسبانيا كأساس لانتقال السلطة.
منذ سقوط الأندلس فصاعدًا في معظم أجزاء شبه الجزيرة، اعتبرت الأقاليم نفسها على أنها مختلفة عن بقية إسبانيا بإحدى الطرق الثلاث. في الشمال: جليقية (غاليسيا) وليون وكانتابريا وأستورياس وإقليم الباسك ونبرة؛ والشرق: أرغون وكتالونيا وجزر البليار وبلنسية تميّز نفسها بالاعتماد على ادعاءات الاستقلال التاريخي ووجود لغة أقلية أصلية في كثير من الأحيان. تتماهى العديد من هذه المناطق أيضًا مع الممالك المسيحية منذ بدايات حروب الاسترداد، قبل أن تربط الاتحادات السلالية بين المقاطعات. في الجنوب، يدّعي بعض الأندلسيين هوية إقليمية فريدة إما نتيجة الاحتلال الإسلامي الأحدث أو نتيجة الوجود طويل الأمد لثقافة الموريسكيين. في وسط إسبانيا، حظيت الكيانات بهويات مرتبطة تاريخيًا بمملكة قشتالة.
ما تزال المطالبة بمزيد من الحكم الذاتي أو الاستقلال الكامل في مناطق معينة متضاربة مع الرأي القائل بأن اللامركزية قطعت مسبقًا شوطًا كافيًا. من المظاهر الأخيرة الأكثر مأساوية للانفصالية الحملة العنيفة التي شنّتها مجموعة الباسك إيتا في أواخر القرن العشرين، وإعلان استقلال كتالونيا من طرف واحد في عام 2017.

## مظاهر الوحدة والتنوع داخل إسبانيا

### جغرافيًا
... تؤكد شبه الجزيرة بقوة على وحدة أساسية تضم تنوعًا كبيرًا. 
- مادرياغا، ص. 177-8
يتميز البر الرئيسي لإسبانيا تاريخيًا بعدم إمكانية الوصول النسبية من الخارج والاتصال الصعب بين أجزائه المختلفة. «تقسم الأسوار والأبراج الأراضي وتفصلها عن الدول الأخرى». على النقيض من «الرتابة الهائلة» للهضبة الوسطى، فإن المناطق الهامشية المحيطة «تقدم للمسافر مناظر طبيعية متنوعة». إن التنوع في أشكال الزراعة وإنتاجيتها مشروط بتباين معدل هطول الأمطار بين إسبانيا «الرطبة» و «الجافة»، وإلى الحد الذي تم فيه إدخال الري. استفادت المناطق الهامشية في الماضي من النقل الساحلي الرخيص، بينما أعاقت تكاليف النقل والمسافة تطور المناطق الوسطى.

### تاريخيًا

#### الغزوات الرومانية والإسلامية
أصبحت شبه الجزيرة الإيبيرية -تحت اسم هسبانيا- خاضعة لروما من القرن الثالث إلى القرن الأول قبل الميلاد. قسّم الرومان شبه الجزيرة إلى مقاطعات مختلفة وأدخلوا اللغة اللاتينية والقانون الروماني والمسيحية في وقت لاحق إلى غالبية شبه الجزيرة. خلفهم عدد من القبائل الجرمانية. كان أهمها القوطيون الغربيون، الذين حاولوا توحيد الأجزاء المختلفة من إيبيريا، مع التركيز على الإرث الروماني، خاصة القانون الروماني.
يمثّل عام 711 م بداية الفترة العربية. أصبحت الغالبية العظمى من إيبيريا تحت السيطرة الإسلامية بسرعة كبيرة. على مدى المئتي سنة التالية، كان حكام إسبانيا الإسلامية (أي الجزء من شبه الجزيرة الذي ما يزال مسيحيًا إلى حد كبير ويحكمه حكام مسلمون)، وخاصة خلافة قرطبة، يوطّدون الحكم ويرعون الفنون والعلوم، ويعيشون فترة من التسامح الديني النسبي.

#### حروب الاسترداد: صعود الممالك المسيحية
بدأ الحكام المسيحيون يستعيدون توازنهم في المناطق الشمالية الريفية الجبلية الواقعة إلى الشمال، على الرغم من النزاعات الداخلية العديدة، وبسطوا سيطرتهم ببطء خلال حروب الاسترداد، بين معركة كوفادونغا عام 720 م تقريبًا وسقوط غرناطة عام 1492. 
تشكلت خلال هذه الفترة العديد من الممالك المسيحية المستقلة والكيانات السياسية المستقلة في معظمها (أستورياس وليون وغاليسيا وقشتالة ونبرة وأرغون وكتالونيا) بجهود سكانها تحت قيادة أرستقراطية تتعايش مع الممالك الإيبيرية المسلمة وتحظى بهوياتها وحدودها الخاصة. حصلت البرتغال، التي كانت في السابق جزءًا من ليون، على استقلالها عام 1128 بعد تقسيم ميراث بنات ألفونسو السادس وظلت مستقلة طوال فترة حروب الاسترداد.
حُكمت جميع هذه الممالك المختلفة معًا، أو بشكل منفصل في اتحاد شخصي، لكنها حافظت على اختلافاتها العرقية المميزة، بغض النظر عن أوجه التشابه نتيجة الأصول المشتركة أو العادات المستعارة. تعاونت هذه الممالك أحيانًا عندما حاربت ضد الأندلس وتحالفت في أحيان أخرى مع المسلمين ضد جيرانها المسيحيين المنافسين.

#### التوحيد
اعتُبر العدو غير المسيحي المشترك المحفِّزَ الأساسي الوحيد لتوحيد الممالك المسيحية المختلفة. ومع ذلك، كان هذا المحفّز فعالًا فقط في الأراضي التي جرت استعادتها بشكل دائم. حدث الكثير من عمليات التوحيد بعد فترة طويلة من رحيل آخر الحكام المسلمين. مثلما بقي المسيحيون في إسبانيا العربية بعد الغزو الإسلامي، كذلك بقي المسلمون والثقافة العربية بعد الغزو المسيحي. 
في نهاية المطاف، طغت مملكتا قشتالة وأرغون على الممالك الأخرى في السلطة والحجم نتيجة الغزو والميراث السلالي. يمكن تلخيص عملية الاندماج على النحو التالي: من الغرب، اندمجت غاليسيا وأستورياس في ليون التي دُمجت في تاج قشتالة؛ من الشرق، اندمجت كتالونيا وبلنسية في تاج أرغون. توحّد تاجا قشتالة وأرغون أخيرًا في عام 1469 بزواج الملوك الكاثوليك. بعد ذلك، غُزيت إمارة غرناطة المسلمة في عام 1492، وغُزيت نبرة في عام 1512 وأجبرت على الانضمام إلى الاتحاد، من خلال مزيج من الغزو والتعاون بين النخب المحلية. بقيت قشتالة وأرغون مناطق متميزة في جوانب كثيرة: أقام فيليب الثاني والمسؤولون القشتاليون لديه حفلًا لوضع رموز السلطة الخاصة بهم بمناسبة العبور إلى أرغون.
خلال ملكية آل بوربون في القرن الثامن عشر، بذلت السلطات المركزية في إسبانيا جهودًا حثيثة لتحقيق المركزية، لا سيما مراسيم نويفا بلانتا التي ألغت معظم الامتيازات والمؤسسات القديمة (التي تُعرف في الإسبانية باسم فويرو) في أقاليم مختلفة. حافظت بعض الممالك، مثل نبرة وإقليم الباسك، على الدساتير بناءً على حقوقها وقوانينها التاريخية، بينما ثارت ممالك أخرى ضد عملية المركزية هذه، وطالبت بإعادة قوانينها الملغية وبظروف معيشية أفضل (ثورة الكومونيروس وثورة الإخوان والثورة الكتالانية).

#### حركات القرنين التاسع عشر والعشرين
في تقسيم أقاليم إسبانيا 1833، قُسّمت الأمة إلى 49 مقاطعة -لم يتغير معظمها منذ ذلك الحين- صُنّفت في 15 «منطقة تاريخية»، تحافظ العديد منها على حدودها التي تشبه إلى حد كبير حدود المجتمعات الحالية ذات الحكم الذاتي. لكن «المناطق التاريخية» لم تُمنح أي سلطات إدارية. 
كانت حركة الكارلية -وهي رد فعل كاثوليكي ملكي على الدولة الليبرالية في القرن التاسع عشر- الأقوى بين الفلاحين الأفقر في نبرة وإقليم الباسك والمناطق الريفية في كتالونيا. ظهرت حركات قومية مع دعم كبير في بعض أجزاء إسبانيا -خاصة في إقليم الباسك وكتالونيا- في وقت لاحق من القرن التاسع عشر، بالتزامن مع خسارة الأجزاء الأخيرة من الإمبراطورية الإسبانية، وإلغاء الامتيازات، وتقدُّم بعض المناطق أكثر من غيرها في التنمية الصناعية. تحرّك الدكتاتور بريمو دي ريفيرا ضد الامتيازات والحريات الإقليمية، لكن الجمهورية الإسبانية الثانية (1931-1936) بدأت في استعادة الحكم الذاتي الإقليمي وتوسيعه.
بعد الحرب الأهلية الإسبانية، فرض النظام الفرانكوي اللغة الإسبانية باعتبارها اللغة الرسمية الوحيدة. قُيِّد استخدام اللغات الأخرى، وقُمع جميع أشكال الحكم الذاتي الإقليمي والامتيازات الخاصة (باستثناء نبرة). مضت محاولة «القضاء على التنوع اللغوي والثقافي في إسبانيا» أبعد من أي نظام سابق، لكنها «أدت إلى تنشيط المشاعر الإقليمية ونشرها فقط».